# Saranče modrokřídlá
Saranče modrokřídlá (Oedipoda caerulescens) je druh hmyzu z řádu rovnokřídlí, čeledi sarančovití. Je poměrně hojná na suchých a teplých stanovištích. Při letu jsou vidět modrá zadní křídla, podle kterých dostala druhové jméno.

## Popis
Saranče modrokřídlá má zavalité tělo a krytky (přední křídla) značně přesahují zadeček. Zbarvení těla je proměnlivé v závislosti na barvě podkladu, od okrové přes hnědou až po tmavě šedou. Na těle a krytkách jsou tmavé skvrnky a příčné pruhy. Zadní křídla jsou svítivě modrá s tmavou až černou páskou a čirým koncem.

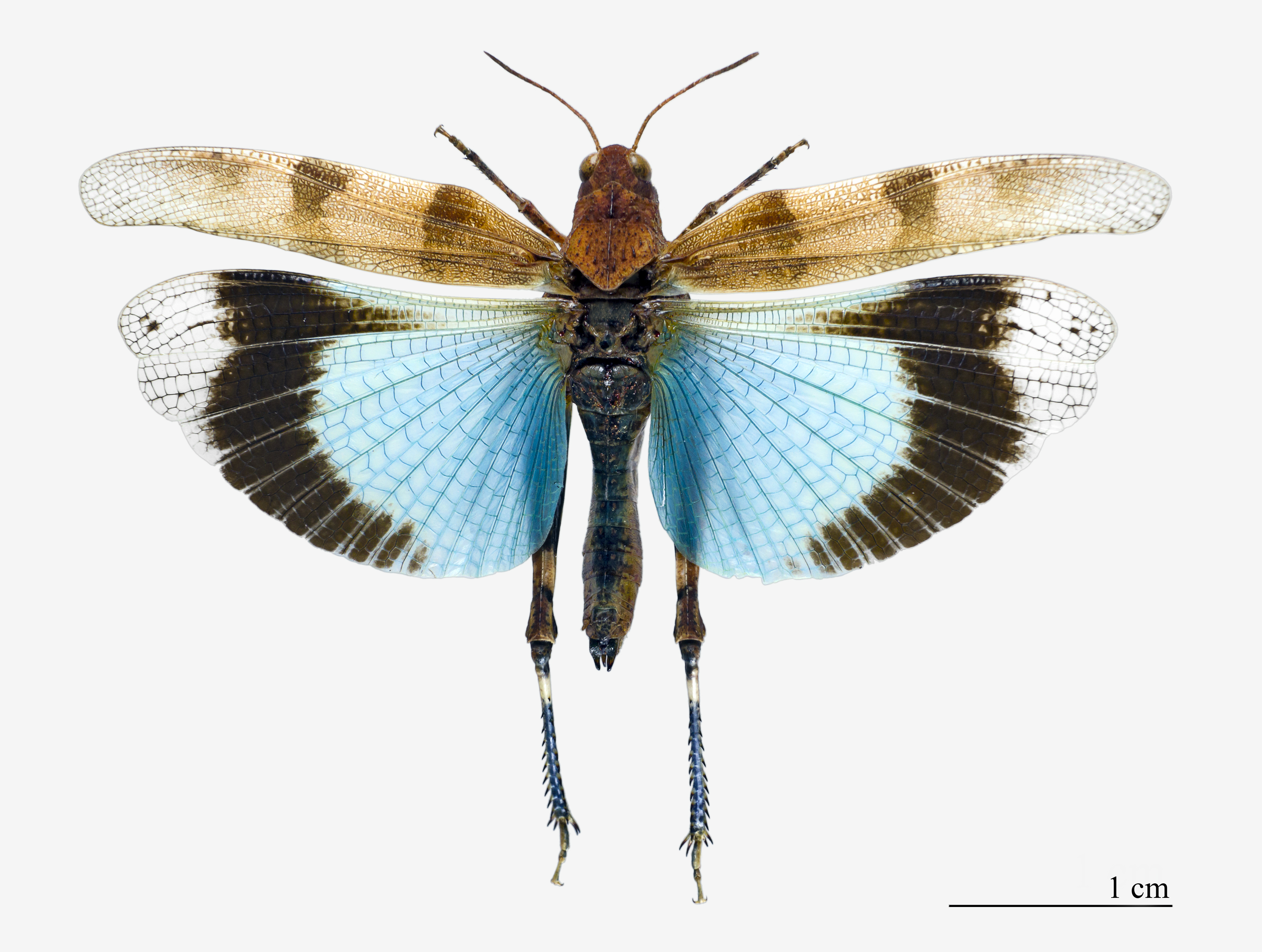
Vypreparovaná samička saranče modrokřídlé

Samečci mají délku těla 13─23 mm, samičky jsou větší a jejich tělo je dlouhé 20─29 mm.

## Výskyt
Saranče modrokřídlá je rozšířena od severní Afriky přes jižní a střední Evropu až do Asie po Čínu a Mongolsko.
V České republice je lokálně hojná po celém území, zejména v nížinách a pahorkatinách. Hojně se vyskytuje i ve všech okolních státech.

## Stanoviště
Saranče modrokřídlá je suchomilná a teplomilná a obývá zejména kamenité stráně, stepi, písčiny, suché louky, říční náplavy, ale i lomy, odvaly hlušiny apod. Jedná se o pionýrský druh, který obývá zejména raná sukcesní stadia s prozatím málo vyvinutou vegetací.

## Způsob života
Dospělci se ve vhodných biotopech vyskytují od počátku července do poloviny října. Vrchol výskytu je v srpnu. Dospělci i nymfy se zdržují na zemi, kde jsou díky svému krycímu zbarvení velmi nenápadní. Dospělci při vyplašení poodletí po odrazu zadníma nohama na krátkou vzdálenost, přičemž se objeví jejich modrá křídla. I přes svou dobrou pohyblivost se saranče modrokřídlé pohybují během života maximálně na vzdálenost několika desítek metrů.

### Rozmnožování

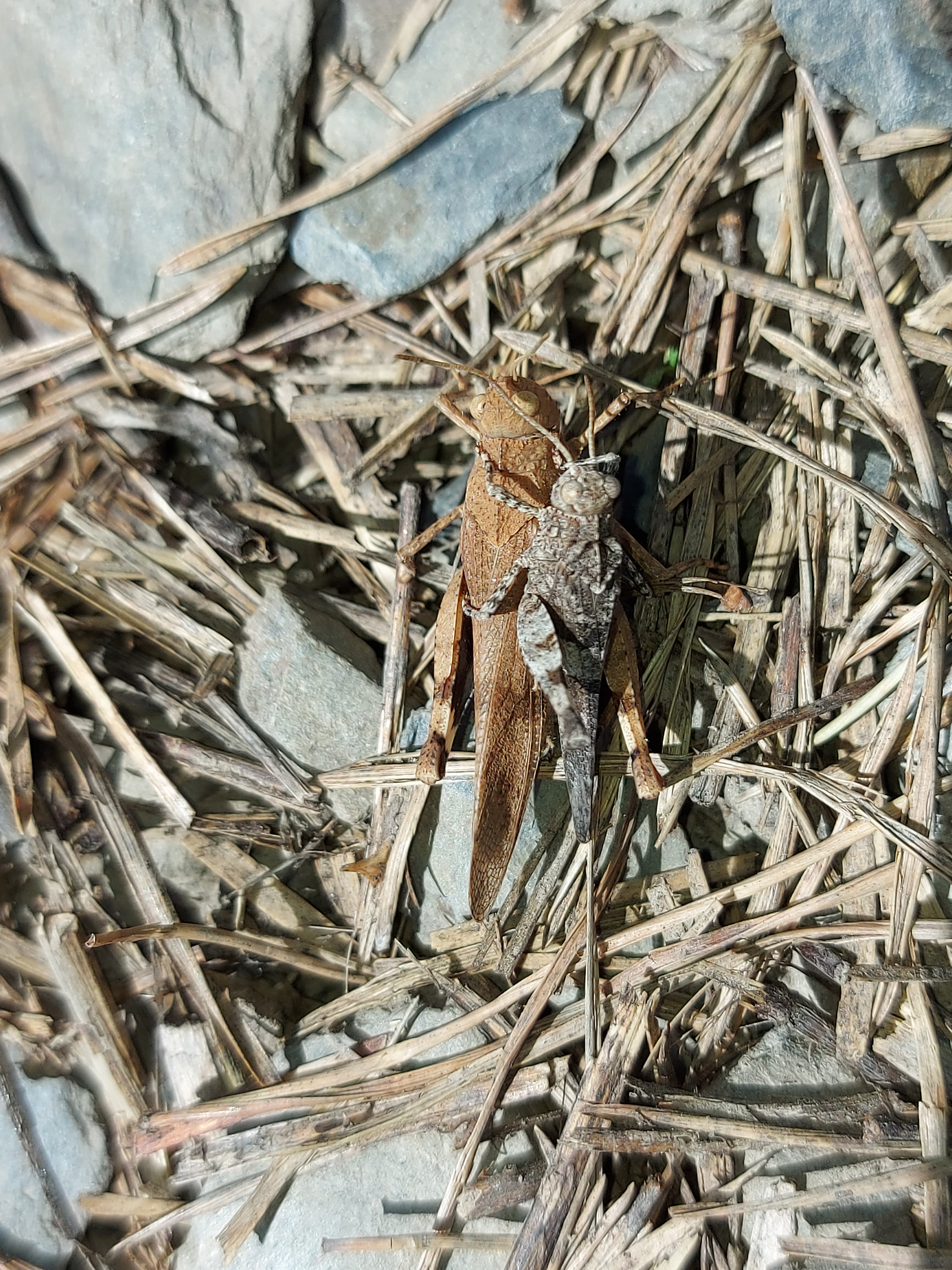
Páření sarančí modrokřídlých

U saranče modrokřídlé není vyvinuto zvukové vábení a samečci vyhledávají samičky zrakem. Před kopulací vydávají samečci tichý šustivý zvuk třením vnitřní strany stehen o krytky.
Samička klade vajíčka do země spolu s rychle tuhnoucí pěnovou hmotou, která vytvoří ochrannou ootéku. V ootéce bývá přibližně 15 vajíček a v průběhu 40 dnů naklade samička okolo 120 vajíček. Vajíčka v zemi přezimují a na jaře se z nich vylíhnou nymfy. Nymfy samečků procházejí 4 instary, nymfy samiček 5 instary. Při svlékání se nymfy barevně přizpůsobují povrchu, na kterém žijí.

### Potrava
Saranče modrokřídlé jsou býložravé a živí se listy bylin a trav. 

## Ohrožení
Saranče modrokřídlá není evidována v Červeném seznamu rovnokřídlého hmyzu ČR.

Variabilita zbarvení
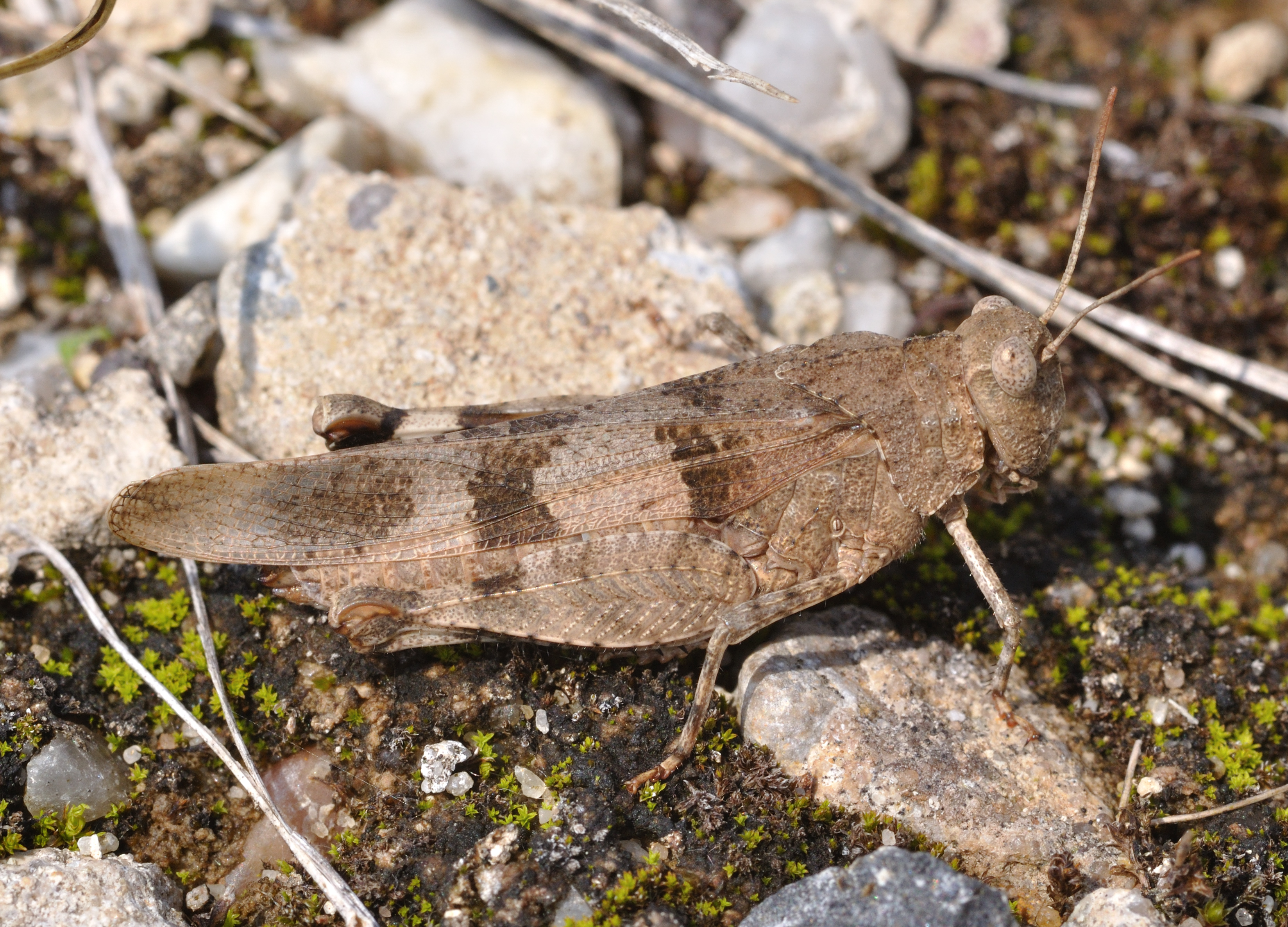
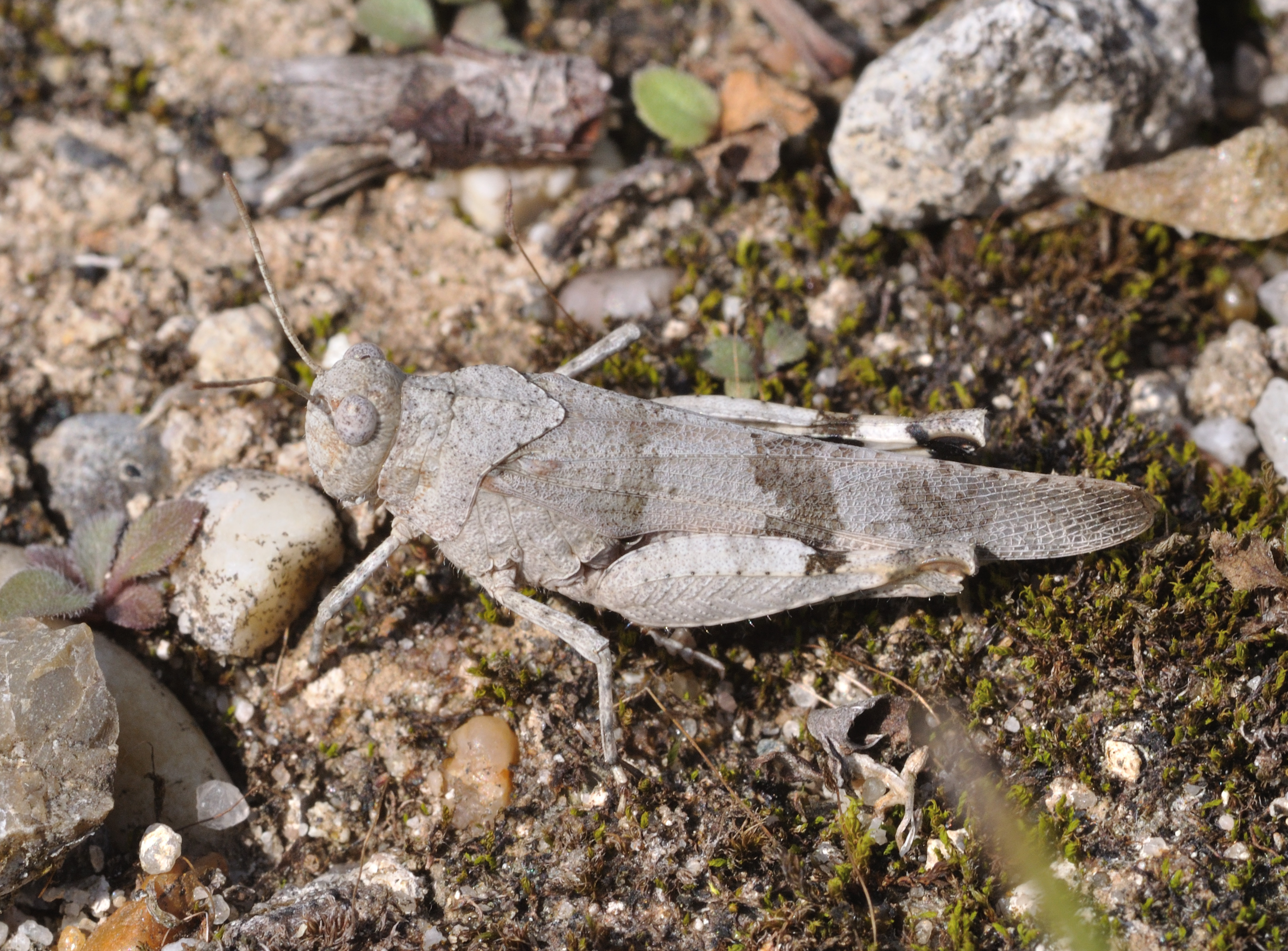
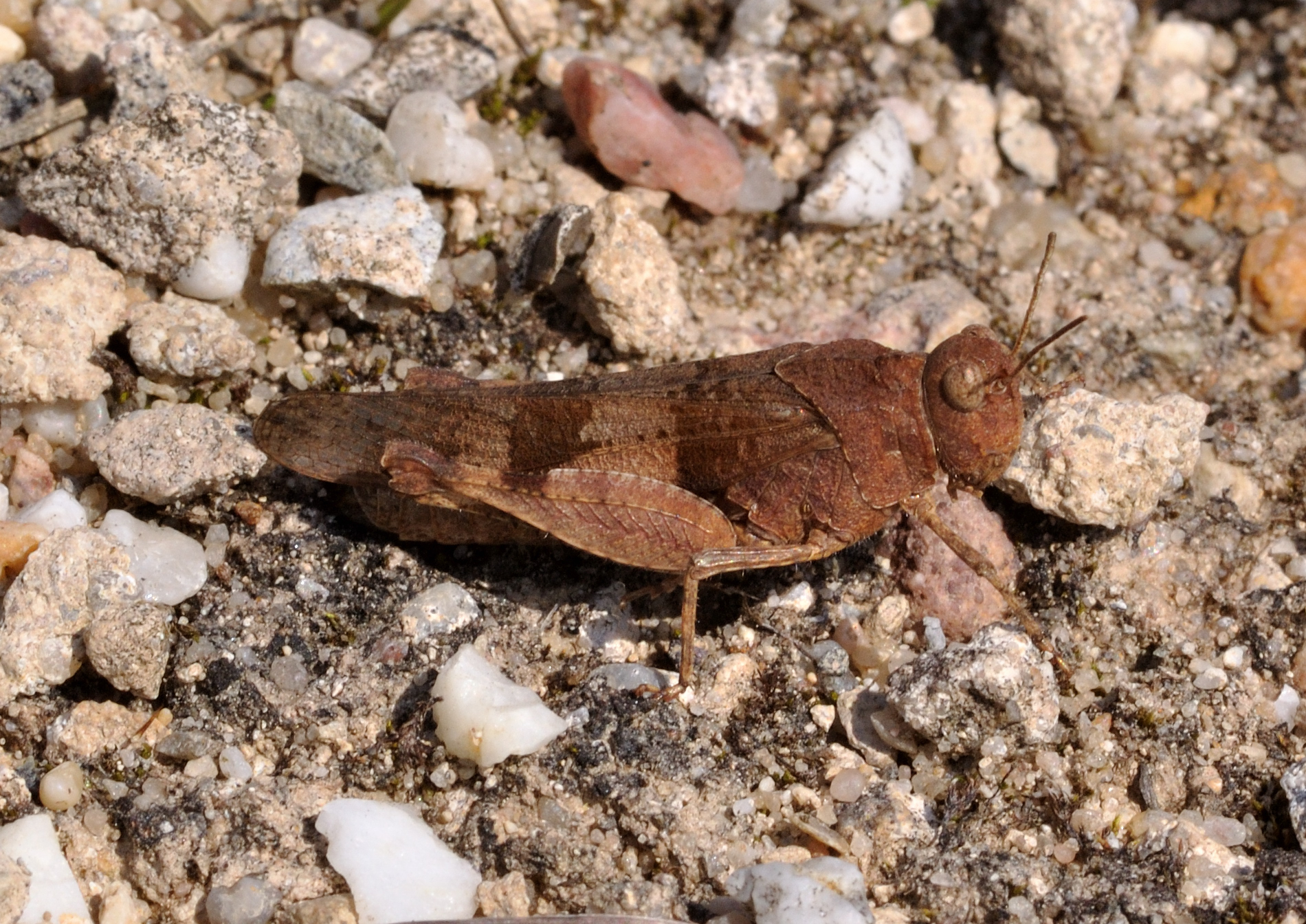
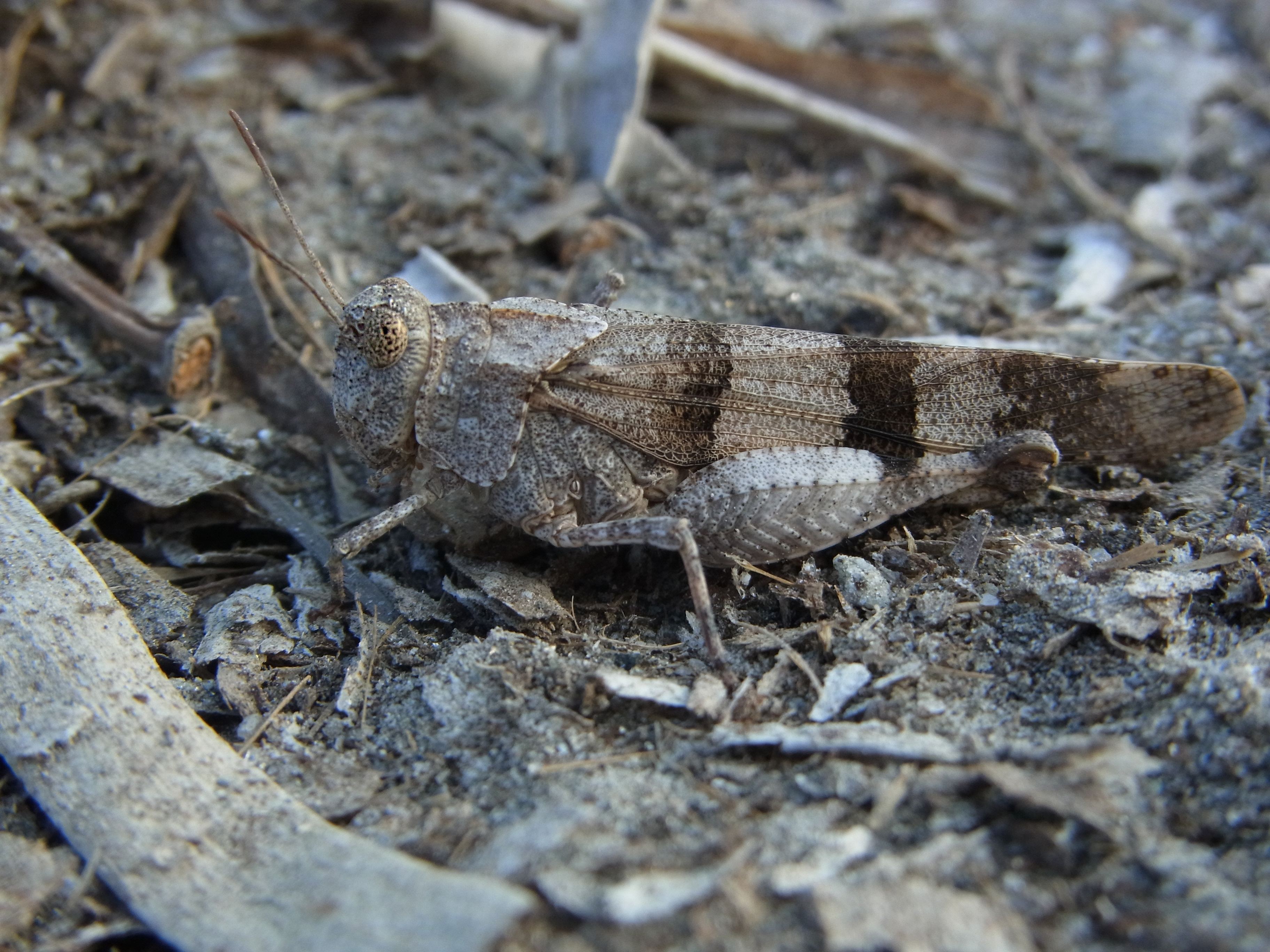